# گومری (استرالیا)
گومری (به انگلیسی: Goomeri) یک شهرک در استرالیا است که در کوئینزلند واقع شده‌است.